# Vogesella indigofera
Vogesella indigofera es una bacteria estrictamente aeróbica, Gram-negativa.  La bacteria produce un pigmento azul (indigoidina) y las colonias desarrollan un brillo metálico de cobre al extenderse durante la incubación (más de 24 horas). No se tienen noticias de que sea patógena y se encuentra comúnmente en el agua dulce.
- Datos: Q2941024